# .hack//frägment
.hack//frägment este un joc multijucător online bazat pe jocul video de rol online masiv multijucător (MMORPG) reprezentat în franciza .hack. Titlul jocului este o referință la Fragment, versiunea beta a jocului fictiv The World din care protagonistul nuvelei .hack//AI buster este membru. A fost un proiect cooperativ între Bandai și CyberConnect2. A apărut în Japonia pe 23 noiembrie 2005 și nu a fost niciodată lansat în SUA. Serviciul online pentru .hack//frägment a fost eliminat în noiembrie 2006, iar serverele au fost scoase offline. Nu sunt planuri acum de a reintegra serviciul în viitor.

## Design de personaje
Designul personajelor din .hack//frägment este foarte limitat în comparație cu jocurile MMO. Jucătorii pot să aleagă numele, clasa personajului, unul din cele șase corpuri prefabricate (de ambele sexe) în mărimile mari, medii sau mici, și câteva teme de culori.

## Online
Odată ce un personaj a fost creat, jucătorii intră într-un vestibul unde pot căuta alți doi jucători pentru a începe o aventură. Mărimea maximă a exhipei în .hack//frägment este de trei persoane, la fel ca și în celelalte jocuri din seria .hack iar jucătorii nu pot să se lupte unii contra alților. Jocul are o interfață extinsă care le permite jucătorilor să comunice, să își trimită e-mail, să scrie într-un forum online și să primească știri despre server. Jucătorii pot primi doar 50 de mesaje; odată acest număr depășit, serverul șterge automat mesajele vechi. Se pot și stabili camere de chat separate de cele publice. Când toată lumea iese dintr-o cameră de chat, ea este ștearsă automat.

## Offline
Când jucătorii se joacă offline, ei pot să câștige nivele, să obțină bunuri, să învețe abilități, etc. cu personajele pe care le folosesc online. Acest mod este 'solo', deoarece cei inexperimentați au dificultate să găsească alți jucători online.

## Bresle
Când o breaslă este creată, membri săi au acces la o cameră de chat privată și pot deschide un magazin al breslei din care toți jucătorii pot să cumpere. Prețurile fiecărui articol sunt stabilite doar de comerciant. Breslele pot fi stabilite oricând, cu condiția ca deținătorul breslei să aibă un anumit articol.

## Crearea donjoanelor
Jucătorii pot să își creeze propriile hărți și donjoane și să le publice online. Se folosește un program numit 'HackServer' la care au acces toți jucătorii. Donjoanele puse în linie sunt disponibile tuturor jucătorilor. Fiecare donjon are o popularitate care îi este asociată, și dacă un donjon devine destul de cunoscut, creatorul poate să adauge monștrii mai puternici pentru jucători.